# Tatarsk (obwód smoleński)
Tatarsk (ros. Татарск) – wieś (dieriewnia) w Rosji, w obwodzie smoleńskim, w rejonie monastyrszczinskim. W 2010 liczyła 301 mieszkańców.